# IC 4693
IC 4693 је тројна звијезда у сазвјежђу Херкул која се налази на листи објеката дубоког неба у Индекс каталогу.
Деклинација објекта је + 17° 20' 52" а ректасцензија 18h 9m 10,8s.